# Racelopodopsis mindanensis
Racelopodopsis mindanensis là một loài Rêu trong họ Polytrichaceae. Loài này được (E.B. Bartram) G.L. Sm. miêu tả khoa học đầu tiên năm 1969.